# Kolínská válka
Kolínská válka (1583–1588) byl ozbrojený konflikt, který zpustošil Kolínské kurfiřtství, historické církevní knížectví, součást Svaté říše římské v dnešní spolkové zemi Severní Porýní-Vestfálsko v Německu. Příčinou války byla německá reformace a následná protireformace a probíhala souběžně s Hugenotskými válkami a Nizozemskou revolucí.
Bývá také nazývána válkou senešalů, senešalským rozvratem a řídce též kanalizační válkou. Konflikt prověřil princip tzv. církevní výhrady, která byla zahrnuta v Augšpurském míru v roce 1555. Tento princip vylučoval nebo „vyhrazoval“ církevní území Svaté říše římské z uplatňování Cuius regio, eius religio (čí země/panství, toho víra), jako hlavního prostředku k určování náboženství na daném území. Tento princip v praxi znamenal, že pakliže by kurfiřt přestoupil k protestantství, měl abdikovat, spíše než nutit svůj lid konvertovat s ním.
V prosinci 1582 kolínský kurfiřt Gebhard Truchsess von Waldburg konvertoval k protestantství. Princip církevní výhrady vyžadoval jeho rezignaci. Místo toho ale pro své poddané ustanovil náboženskou paritu (stejnost) a v roce 1583 se oženil s Agnes von Mansfeld-Eisleben a plánoval změnit církevní stát na sekulární dynastické vévodství. Katedrální kapitula zvolila jiného arcibiskupa (kolínský kurfiřt byl zároveň kolínským arcibiskupem) a to Arnošta Bavorského.
Zpočátku se snažily jednotky soupeřících biskupů získat kontrolu nad částmi území. Několik baronů a hrabat držících území s feudálními závazky vůči kurfiřtovi, drželo zároveň území v blízkých holandských provinciích; Vestfálsku, Lutychu a jižním nebo také španělském Nizozemí. Složitost dynastických vztahů a apanáží způsobila, že lokální konflikty přerostly do jednoho velkého, v němž se angažovalo i Falcké kurfiřtství, Nizozemsko, skotští a angličtí žoldáci na protestantské straně a bavorští a papežští žoldáci na straně katolické. V roce 1586 se ještě umocnil s přímým zapojením španělské armády a italských kondotiérů na katolické straně. Situaci příliš nepřidala ani finanční a diplomatická podpora protestantské strany od královny Alžběty I. a Jindřicha III. Francouzského.
Válka kolidovala s nizozemskou revolucí (1568–1648), která znamenala i účast rebelujících nizozemských provincií a Španělska. Úspěšně završení války znamenalo upevnění moci rodu Wittelsbachů v severozápadním Německu a pomohlo oživit katolicismus na dolním Rýně. Kolínská válka zároveň vytvořila jistý precedens pro vnější intervence do německých náboženských a dynastických konfliktů.